# Eckartsbach
Eckartsbach – potok w Niemczech, lewy dopływ Nysy Łużyckiej.
Ciek płynie w Saksonii, w powiecie Görlitz i przepływa przez Oberseifersdorf, Eckartsberg i w końcu Żytawę. Długość cieku wynosi 9,13 km. Całkowita wielkość zlewni to 19,35 km². Na jej terenie dominują obszary rolnicze (59%), a także zabudowania (17,4%) i tereny zielone (15,9%).
Zgodnie z badaniem z 2021 roku stan biologiczny potoku został określony jako zły, natomiast stan chemiczny jako niedobry.
Około 1513 roku, w okolicach Żytawy, na rzece powstał pierwszy młyn papierniczy w dorzeczu Nysy.